# Игуманија Теодора (Жарковић)
Теодора (световно Милана Жарковић; Ракља код Александровца, 4. мај 1940 — Београд, 10. март 2023) била је православна монахиња и схи-игуманија Манастира Грачанице.

## Биографија
Схиигуманија Теодора (световно Милана) Жарковић рођена је 4. маја 1940. године у селу Ракља код Александровца, у побожној фамилији која је дала деветоро монаха и монахиња. У кући је васпитавана и учена у духу православља од благочестивих родитеља Световида и Славке као четврто дете од укупно шесторо деце.
Од малена је показивала наклоност ка духовном животу, те у својој дванаестој години, уз очев благослов,  одлази од куће у Манастир Мрзеницу, где је са љубављу и наклоношћу примају старије руске монахиње. У манастиру Мрзеница остаје кратко време где, иако још увек дете,  пролази кроз разна послушања. Недуго затим прелази у Манастир Руденицу, где се као искушеница налази и њена сестра од тетке.
Године 1955. уз благослов патријарха српскога Германа Ђорића, тадашњег Епископа жичког и администратора рашко-призренског, заједно са сестром и игуманијом мати Татјаном, прелази у Манастир Грачаницу.
Након четири године искушеништва у манастиру Грачаница бива монашена у чин расе уочи манастирске храмовне славе Велике Госпојине 27. августа 1958. године од стране патријарха српскога Павла Стојчевића, тадашњег Епископа рашко-призренског, где добија име Теодора.
По упокојењу игуманије Татјане, обавља у манастиру и дужност намеснице. У чин мале схиме монаши се 1994. године, а у чин велике схиме бива замонашена 10. јануара 2018. године. Својим животом и пожртвованошћу мати Теодора стиче љубав свих мештана Грачанице и шире.
Епископ рашко-призренски Теодосије Шибалић, 6. маја 2020. године у манастиру Грачаница доделио је схимонахињи Теодори чин игуманије.
Упокојила се у Господу 10. марта 2023. године у клиничком центру у Београду, сахрањена је на монашком гробљу Манастира Грачанице.